# محمد أسلم (لاعب كريكت)
محمد أسلم (4 نوفمبر 1979 في باكستان - ) هو لاعب كريكت باكستاني.

## وصلات خارجية
- محمد أسلم (لاعب كريكت) على موقع إي آس بي آن كريك إنفو (الإنجليزية)